# Karimou Djibrill
Karimou Djibrill   (Lomé, 6 de juny de 1933 - 3 de juliol de 2019) fou un futbolista franco-togolès de la dècada de 1960.
Destacà com a jugador de l'AS Monaco, a la primera divisió francesa. També jugà als clubs següents:
- 1951-1957: Étoile Filante de Lomé
- 1957-1958: SO Millau
- 1958-1965: AS Monaco
- 1965-1968: Sporting Toulon Var
- 1968-1969: La Ciotat